# Platz (Bergisch Gladbach)

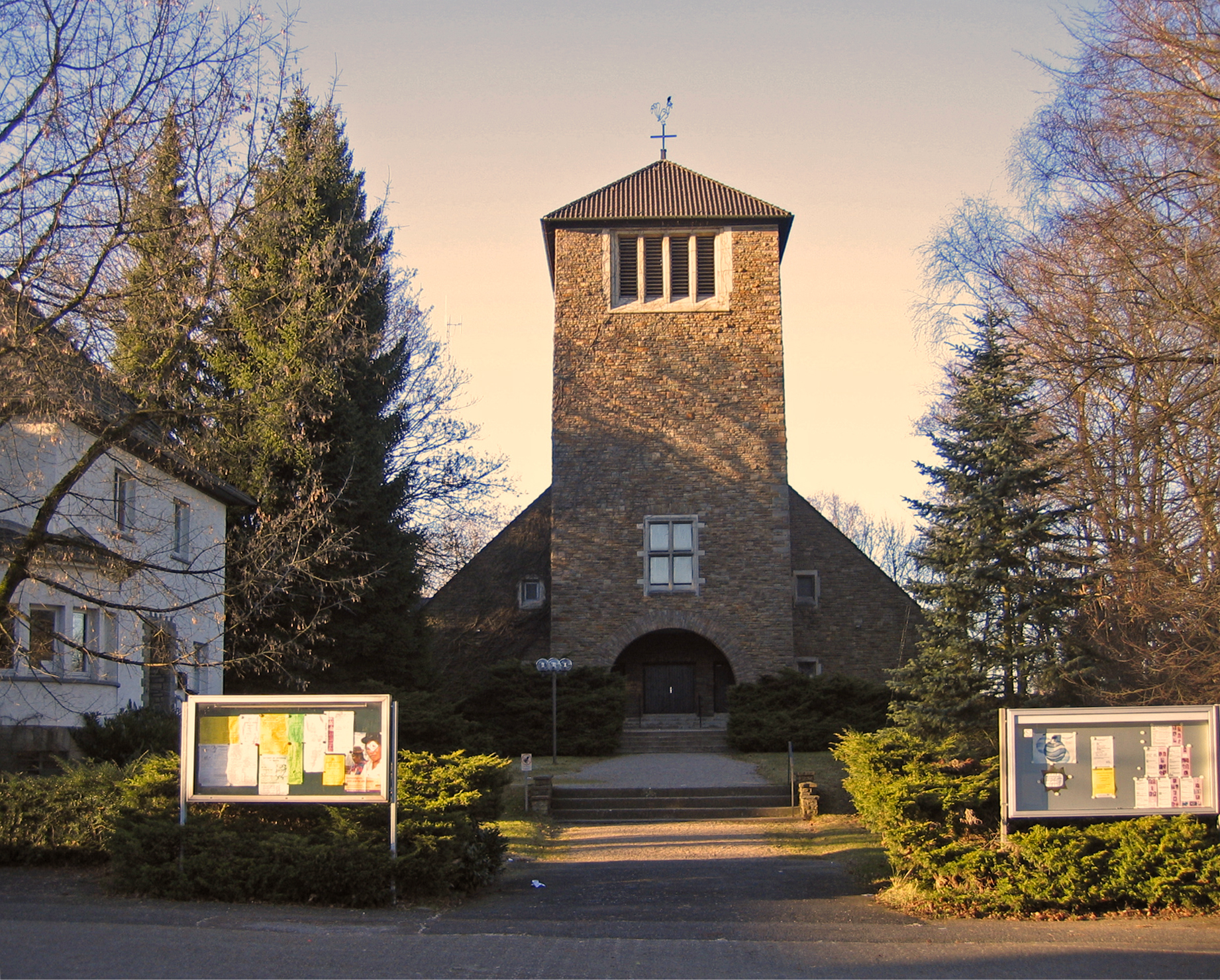
St.-Joseph-Kirche „om Platz“

Platz ist ein ehemaliger Ortsteil im Stadtteil Moitzfeld von Bergisch Gladbach.

## Geschichte
Carl Friedrich von Wiebeking benennt die Hofschaft auf seiner Charte des Herzogthums Berg 1789 als Platz. Aus ihr geht hervor, dass Platz zu dieser Zeit Teil des Kirchspiels Bensberg am Obergericht Bensberg im Amt Porz war.
Unter der französischen Verwaltung zwischen 1806 und 1813 wurde das Amt Porz aufgelöst und Platz wurde politisch der Mairie Bensberg im Kanton Bensberg  im Arrondissement Mülheim am Rhein zugeordnet.  1816 wandelten die Preußen die Mairie zur Bürgermeisterei Bensberg im Kreis Mülheim am Rhein.
Der Ort ist auf der Preußischen Neuaufnahme von 1892 als Platz verzeichnet.
1822 lebten zwei Menschen im als Bauergut kategorisierten Ort. 1830 hatte der Ort drei Einwohner.  Der 1845 laut der Uebersicht des Regierungs-Bezirks Cöln als Bauergut mit Kapellchen kategorisierte Ort besaß zu dieser Zeit ein Wohnhaus. Zu dieser Zeit lebten neun Einwohner im Ort, alle katholischen Bekenntnisses. Die Gemeinde- und Gutbezirksstatistik der Rheinprovinz führt Platz 1871 mit fünf Wohnhäusern und 48 Einwohnern auf. Im Gemeindelexikon für die Provinz Rheinland von 1888 werden zwölf Wohnhäuser mit 109 Einwohnern angegeben. 1895 hatte der Ort neun Wohnhäuser und 50 Einwohner. 1905 besaß der Ort zehn Wohnhäuser und 80 Einwohner und gehörte konfessionell zum katholischen Kirchspiel Bensberg bzw. evangelischen Gemeinde Bergisch Gladbach.
1927 wurden die Bürgermeisterei Bensberg in das Amt Bensberg überführt. Der Kreis Mülheim am Rhein ging am 1. Oktober 1932 in den Rheinisch-Bergischen Kreis mit Sitz in Bergisch Gladbach auf.
Zwischen 1933 und 1940 gab es noch die Doppelortschaft Platz-Moitzfeld, die auf Wunsch der Einwohner auf lediglich Moitzfeld zusammengefasst wurde. Der Name Moitzfeld stand besonders für die Höfe Untermoitzfeld und Mittelmoitzfeld am Platzer Höhenweg und Obermoitzfeld am östlichen Ortsrand. Platz steht für den Teil Mittelmoitzfeld. Nachdem die Doppelbezeichnung Platz-Moitzfeld abgeschafft war, hielt sich die Bezeichnung Platz noch bis in die 1990er Jahre. Gleichwohl finden sich immer noch Leute, die nicht von Moitzfeld, sondern von Platz reden. Die Bezeichnung Platz bezieht sich im Zusammenhang mit Siedlungsnamen meistens auf freie Flächen wie zum Beispiel Marktplatz oder Anger.

## Platzer Kirmes
Nach wie vor feiert man in Moitzfeld die Platzer Kirmes und nicht die Moitzfelder Kirmes. Sie findet immer am ersten Juli-Wochenende statt, das ist der Sonntag nach dem Fest Peter und Paul. Veranstalter ist die Dorfgemeinschaft Moitzfeld e. V.